# Charles Gueidan
Pour les articles homonymes, voir Gueidan.
Ne doit pas être confondu avec Charles Pierre Gaspard Gueidan.
Charles Gueidan est un homme politique français né le 26 octobre 1830 à Vienne (Isère) et décédé le 26 février 1924 à Vienne.
Avocat à Vienne, il est représentant de l'Isère de 1871 à 1876, siégeant au centre droit. Il ne se représente pas en 1876.

## Sources
- « Charles Gueidan », dans Adolphe Robert et Gaston Cougny, Dictionnaire des parlementaires français, Edgar Bourloton, 1889-1891 [détail de l’édition]